# Soteris
Die heilige Soteris ist eine christliche Märtyrerin des 4. Jahrhunderts, die um 305 während der Diokletianischen Verfolgung getötet wurde. 
Soteris gehörte einer vornehmen römischen Familie an und war mit Ambrosius von Mailand (so dessen eigene Angaben) verwandt, der auch als einziger ihr Martyrium überlieferte:  Eine erste Christenverfolgung unter Kaiser Decius Mitte des 3. Jahrhunderts überlebte sie. Jahrzehnte später wurde sie unter Kaiser Diokletian abermals inhaftiert und gefoltert. Aufgrund ihrer Weigerung, ein heidnisches Opfer zu vollziehen, wurde sie enthauptet.
Der Friedhof an der Via Appia, wo sie ihr ursprüngliches Grab hatte, ist nach ihr benannt. Eine Kirche, die über ihrem Grab errichtet worden war, ließ Papst Stephan II. Mitte des 8. Jahrhunderts restaurieren; der Bau wurde aber bald danach zerstört und die Kenntnis über seine genaue Lage ist heute verloren. Soteris’ Reliquien hatte man allerdings zuvor schon in die Kirche San Martino ai Monti in Rom überführt. 
Gedenktag: 10. Februar